# Лусака (провинция)
Луса́ка (англ. Lusaka Province) — одна из 10 провинций Замбии. Административный центр — город Лусака, который является также и столицей страны.

## География
Площадь провинции составляет 21 896 км². Расположена на юге центральной части страны. Граничит с Зимбабве (на юге), Мозамбиком (на востоке), Центральной провинцией (на севере), Южной провинцией (на юго-западе) и Восточной провинцией (на северо-востоке).

## Население
По данным на 2010 год население провинции составляет 2 191 225 человек.

## Административное деление
В административном отношении провинция подразделяется на 4 района:
- Чонгве
- Кафуэ
- Луангва
- Лусака